# Knesebeck
Knesebeck is een dorp in de Duitse gemeente Wittingen in de deelstaat Nedersaksen. De oorsprong van het dorp hangt samen met de bouw van een waterburcht in de dertiende eeuw. Resten van die burcht zijn te vinden in het muurwerk van het voormalige amtsgerecht.
Knesebeck was tot 1974 een zelfstandige gemeente.
- Gemeinsame Normdatei: 4098550-7
- Virtual International Authority File: 235506214
- WorldCat: E39PBJgCMgtCQqcQGHrP6x4rMP